# Sitticus phaleratus
Sitticus phaleratus là một loài nhện trong họ Salticidae.
Loài này thuộc chi Sitticus. Sitticus phaleratus được María Elena Galiano & Léon Baert miêu tả năm 1990.